# Rhinella scitula
Espèce
Synonymes
- Bufo scitulus Caramaschi & de Niemeyer, 2003

Statut de conservation UICN

 DD  : Données insuffisantes
Rhinella scitula est une espèce d'amphibiens de la famille des Bufonidae.

## Répartition
Cette espèce se rencontre à environ 300 m d'altitude :
- au Brésil dans l'État du Mato Grosso do Sul dans les municipalités de Bonito et d'Aquidauana,
- au Paraguay dans les départements d'Amambay et de Concepcion.

## Description

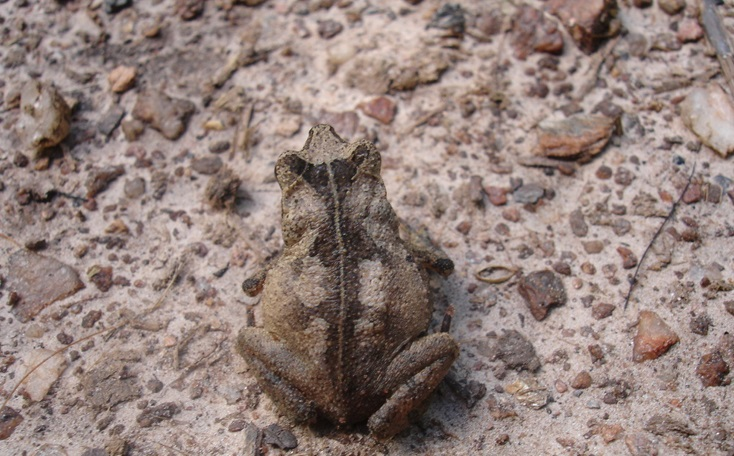
Rhinella scitula

Les mâles mesurent de 33,8 à 46,1 mm et les femelles de 45,9 à 50,5 mm.

## Publication originale
- Caramaschi & Niemeyer, 2003 : Nova espécie do complexo de Bufo margaritifer (Laurenti, 1768) do Estado do Mato Grosso do Sul, Brasil (Amphibia, Anura, Bufonidae). Boletim do Museu Nacional, Nova Série, Zoologia, no 501, p. 1-16 (texte intégral).